# Acetanilid
Az acetanilid szerves vegyület, az amidok közé tartozik. Az anilinból és az ecetsavból vezethető le. Színtelen, kristályos anyag. Hideg vízben rosszul, szerves oldószerekben jól oldódik. Az egyik legrégebben ismert lázcsillapító szer, ma már azonban gyógyszerként nem alkalmazzák, mert a szervezetben káros hatású vegyületekké alakul.

## Kémiai tulajdonságai
Semleges vegyület, vizes oldata semleges kémhatású. Oxidációra nem érzékeny.

## Előállítása
Az acetanilid anilinból állítható elő acilezéssel. Az ehhez szükséges acilezőszer például ecetsavanhidrid vagy acetil-klorid lehet. 

## Felhasználása
Régen gyógyszerként alkalmazták láz csillapítására, az acetanilid volt az egyik legrégebben felfedezett ilyen hatású szer. Triviális neve, az antifebrin is innen ered. Ma már azonban gyógyszerként nem használják, mert a szervezetben káros termékekké bomlik le. Lázcsillapítóként helyette például a hasonló szerkezetű paracetamolt alkalmazzák.
Köztes termékként keletkezik számos szerves vegyület, például szulfonamidok, gombaölő szerek, festékek szintézisénél. A műanyaggyártásban lágyítószerként szolgál. Felhasználják a gumi vulkanizálásának meggyorsítására akcelerátorként is. Inhibitorként alkalmazzák a hidrogén-peroxid és más peroxidok bomlásának megakadályozására.